# USM Saran
Union Sportive Municipale Saran là một câu lạc bộ bóng đá Pháp thành lập năm 1974. Đội có trụ sở tại thị trấn Saran, Loiret và sân vận động của họ là Stade du Bois Joly. Kể từ mùa giải 2019-20, câu lạc bộ thi đấu ở National 3, hạng thứ năm trong hệ thống bóng đá ở Pháp.